# Heerstedt
Heerstedt is een voormalige gemeente in de Duitse deelstaat Nedersaksen. De gemeente maakte deel uit van de Samtgemeinde Beverstedt in het Landkreis Cuxhaven. Per 1 november 2011 werd de Samtgemeinde opgeheven. De deelnemende gemeenten gaven hun zelfstandigheid op en werden onderdeel van de nieuw gevormde eenheidsgemeente Beverstedt.
- Virtual International Authority File: 156810420
- WorldCat: E39PBJf8rtrC4XJmJRtTf6RVG3